# Harem
Et harem (fra arabisk حريم harîm som kommer fra det tyrkiske harem) er kvindernes afdeling i et hus, ofte det sted, hvor de holdes indespærret. Konceptet blev kendt i den vestlige verden gennem Osmanniske Rige. Under det armenske folkedrab bortførte osmannerne 20-30.000 armenske kvinder til muslimske haremmer, hvor de var fanger og blev udnyttet seksuelt som ejendom, tilhørende manden i huset. Det lykkedes den danske hjælpearbejder og kommissær for Folkeforbundet Karen Jeppe at befri 2.000 kvinder fra haremmer, hvor de var blevet holdt indespærret.
I den vestlige kultur bruges ordet også om et hus, hvor flere kvinder lever med en mand, eller mere løst om en gruppe kvinder, som er sammen med eller beundrer den samme mand. Det italienske ord seraglio, som kommer fra det persiske ord saraay, har omtrent samme betydning og kendes bl.a. fra Mozarts opera Bortførelsen fra Seraillet.